# GQ
GQ (Gentlemen’s Quarterly) — ежемесячный мужской журнал, издание о моде и стиле, бизнесе, спорте, истории успеха, здоровье, путешествиях, женщинах, эротике, автомобилях и технических новинках. По оценке «Лента.ру» — старейший мужской журнал в мире.

## История
Основан в 1957 году как ежеквартальное приложение про моду к журналу Esquire. Неоднократно признавался самым влиятельным журналом в мире:

В течение почти половины 20 столетия GQ был лидером среди журналов, демонстрируя мужской стиль и культуру в моде, путешествиях, развлечениях, спорте и технологиях.— Дмитрий Артамонов, Look At Me
Выпускается издательским домом CONDÉ NAST в 11 странах мира (по лицензии): Австралии, Южной Африке, Испании, Франции, Китае, Италии, Японии, Тайване и других. Российская версия GQ выходит с 2001 года.
Тираж (в месяц) — 824 334 экземпляров, из которых 609 238 — подписные. 73 % процента читателей мужчины, 63 % одинокие. 65 % читателей имеет годовой доход $50 000 или выше, при этом 25 % имеют доход выше $75 000.
Британская версия издания по данным газеты The Guardian в 2009 году выпускалась тиражом в 120 019 экземпляров.

## Российская версия GQ
«GQ — ежемесячный журнал. Издание о моде и стиле — бизнес, спорт, истории успеха, мода, здоровье, путешествия, женщины, эротика, автомобили и технические новинки».
С момента основания главным редактором был Рэм Петров (с 2011 года руководитель проекта «Acta Naturae»), но после двух или трех номеров его сменил Алексей Зимин.
В 2003 году его сменил Николай Усков. В 2012 году главный редактор журнала Николай Усков покинул свой пост, чтобы возглавить медиагруппу Михаила Прохорова «Живи!»
Ускова сменил писатель Михаил Идов. С 1 мая 2014 года по декабрь 2016 года главным редактором GQ являлся Ким Белов. 20 декабря 2016 года главным редактором GQ и GQ Style был назначен Игорь Гаранин.
Колумнисты журнала:
- Эдуард Лимонов
- Григорий Ревзин
- Евгений Киселёв
- Виктор Ерофеев
- Дмитрий Быков
- Дмитрий Губин
- Ксения Собчак

В конце 2010 года российская Национальная тиражная служба (НТС) обвинила редакцию журнала (и руководство ещё пяти изданий) в том, что издание намеренно завышает заявленный тираж в несколько раз, «что позволяет им привлекать больше рекламы, чем их добросовестным конкурентам».
8 марта 2022 года, после вторжения России на Украину, издательский дом Condé Nast, выпускающий журналы GQ, Vogue, Tatler и Glamour, объявил о приостановке работы в России.